# 第9哨戒飛行隊 (アメリカ海軍)
第9哨戒飛行隊（だい9しょうかいひこうたい、英: Patrol Squadron 9、略称：VP-9）は、アメリカ海軍太平洋艦隊海軍航空軍第2哨戒・偵察航空団隷下の哨戒部隊。愛称はゴールデン・イーグルス（英: Golden Eagles）。1951年3月15日にワシントン州のシアトル海軍基地で編成された。ワシントン州のホイッドビー・アイランド海軍航空基地に所在し、哨戒機としてP-8Aを運用する。

## 配備基地の変遷
第9哨戒飛行隊は、これまでに以下の航空基地に配備されている。
- シアトル海軍基地（ワシントン州・サンド・ポイント（英語版））（1951年3月 - 1952年2月）
- アラメダ海軍航空基地（英語版）（カリフォルニア州・アラメダ（1952年2月 - 1963年12月）
- モフェット海軍航空基地（英語版）（カリフォルニア州・サニーベール、マウンテンビュー）（1963年12月 - 1992年11月）
- バーバーズ・ポイント海軍航空基地（英語版）（ハワイ州・カポレイ）（1992年11月 - 1999年5月）
- ハワイ海兵隊基地（英語版）（ハワイ州・カネオヘ）（1999年5月 - 2017年3月）
- ホイッドビー・アイランド海軍航空基地（ワシントン州・オークハーバー）（2017年3月 - ）

## 歴代運用機

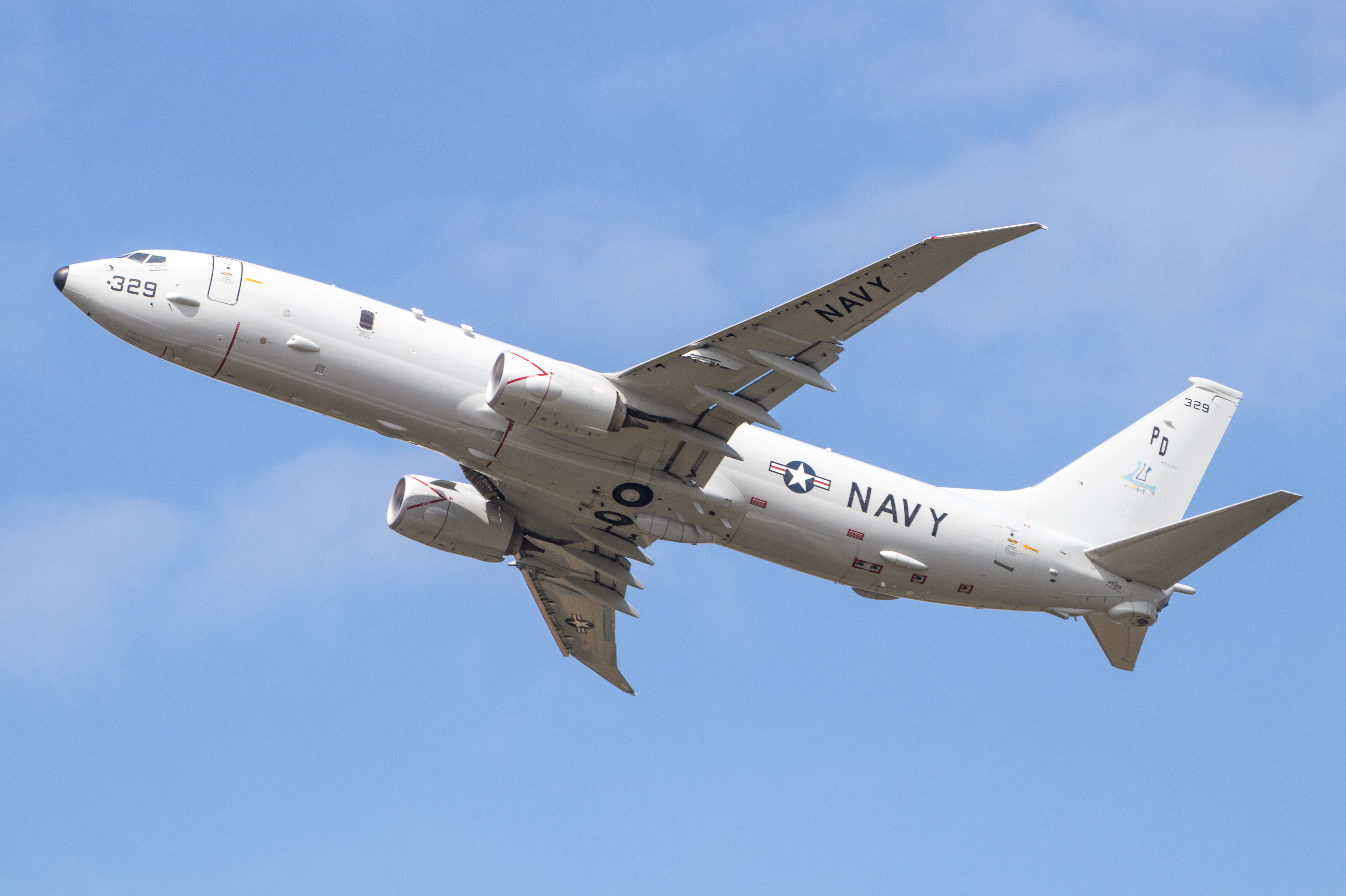
VP-9で運用するP-8A

第9哨戒飛行隊には、これまでに以下の航空機が配備されている。
- 哨戒機
  - P4Y-2/-2S（1951年 - 1953年）
  - P2V-2/-7/-7S（1953年 - 1963年）
  - P-3A/B/C（1963年 - 2017年）
  - P-8A（2017年 - ）

## 栄典
第9哨戒飛行隊は以下の勲章を受章している。
| 略綬 | 名称           |
| ---- | -------------- |
|      | 海軍部隊勲功章 |